# La buona battaglia - Don Pietro Pappagallo
La buona battaglia - Don Pietro Pappagallo è una miniserie televisiva italiana andata in onda in prima visione nel 2006 sul primo canale Rai. Narra le vicende di don Pietro Pappagallo, sacerdote che partecipò alla Resistenza romana e venne ucciso dalle SS nell'eccidio delle Fosse Ardeatine del 24 marzo 1944.
La miniserie è stata liberamente tratta dalla biografia del sacerdote scritta dal prof. Antonio Lisi, suo amico personale e venuto a mancare nel dicembre 2012.
Il formato originario è quello della miniserie composta da 2 distinte puntate da prima serata; in questo formato, Rai 1 la mandò in onda in prima visione assoluta il 23 e il 24 aprile 2006, e in seguito TV2000 la mandò in onda in replica; la rete ammiraglia della Rai ha anche proposto una versione ridotta, in formato film tv, andata in onda il 24 marzo 2008. La versione originale è attualmente disponibile gratuitamente su Rai Play.